# Royaume de Dharmasraya
Pour le district actuel, voir Kabupaten de Dharmasraya.
1183–1347
Entités précédentes :
- Malayu
- Sriwijaya

Entités suivantes :
- Royaume de Pagaruyung
- Royaume de Singasari

Le royaume de Dharmasraya était un royaume malais bouddhiste centré autour du fleuve Batang Hari sur Sumatra. Il est désigné par le nom de sa capitale, Dharmasraya, ou sous les noms Bhumi Malayu et Suvarnnabhumi sur l'inscription de Padang Roco. Le mot « Malayu » fait écho au précédent royaume de Malayu, faisant partie du mandala de Sriwijaya à partir du VIIe siècle. Dharmasraya est devenu un royaume indépendant après la chute de Sriwijaya en 1025.

## Histoire
Après l'invasion de Rajendra Chola I, roi de la dynastie Chola de Koromandel, l'autorité de la dynastie Sailendra sur les îles de Sumatra et la péninsule malaise s'est affaiblie. Plus tard, une nouvelle dynastie remplaça les Sailendras, la dynastie Mauli. Leur royaume, Dharmasraya, peut être considéré comme le successeur de Sriwijaya.
Le plus ancien écrit évoquant un maharaja Mauli est l'inscription de Grahi datée de 1183 et découverte à Chaiya dans la péninsule malaise (actuellement en Thaïlande). L'inscription fait mention de l'ordre du maharaja Srimat Trailokyaraja Maulibhusana Warmadewa au régent de Grahi (Mahasenapati Galanai) de construire une statue de Bouddha. L'artiste chargé de cette réalisation est Mraten Sri Nano.
La seconde inscription parlant de la dynastie Mauli date de 1286. Il y figure le nom de Dharmasraya et du roi Srimat Tribhuwanaraja Mauli Warmadewa. Il s'agit de l'inscription de Padang Roco trouvée près des sources du Batang Hari.
En 1275, Dharmasraya est conquis lors de l'expédition Pamalayu par le puissant voisin royaume de Singasari basé dans l'est de Sumatra.
En 1347, le royaume de Pagaruyung est fondé par Adityawarman, qui selon des sources chinoises, contrôla Dharmasraya jusqu'à sa mort en 1356. Il se pourrait qu'Adityawarman soit le fils d'une princesse de Sumatra, capturée par Kertanagara. Il aurait alors été envoyé à Dharmasraya pour en être le vice-roi.  Néanmoins, la filiation éventuelle entre les deux royaumes est mal connue.